# Фредерик Маријат
Фредерик Маријат или Меријет (10. јули 1792. – 9. август 1848) био је официр британске Краљевске морнарице и писац. Данас је познат као један од пионира наутичке прозе, посебно по свом полу-аутобиографском роману „Поморски кадет Џек Изи“, као и по развијању једног од система поморских сигналних заставица („Маријатов кôд“).

## Поморска каријера
Маријат је рођен у Вестминстеру, као син банкара и трговца Џозефа Маријата (1757–1824), хугенотског порекла, и Американке Шарлоте фон Гејер (око 1770–1854). Као младић покушао је неколико пута да побегне на брод, све док 1806. није добио допуштење да ступи у Краљевску морнарицу као кадет на фрегати Охоли (HMS Imperieuse) под заповедништвом лорда Томаса Кокрејна. Приликом службовања под лордом Кокрејном, учествовао је у биткама код Жиронде, спасавању кадета који је пао преко палубе, освајању више бродова на обали Шпаније, као и освајању замка Монтгат. Приликом службовања на Кентауру (HMS Centaur) такође је показао храброст спасавањем једног морнара који је пао у море.
Приликом службовања на фрегати Еолус (HMS Aeolus), предводио је напоре да се обори главно једро брода да би преживели олују, такође и том приликом спасавајући једног морнара који је пао у море. У децембру 1812. године унапређен је у поручника. У рату између Енглеске и Сједињених Држава предводио је фрегату Њукасл (HMS Newcastle) у нападу на Орлинс, 1814. године, у последњој бици која је вођена на територији Нове Енглеске. На самом крају рата, унапређен је у командира.
После рата, Маријат се посветио науци. Изумео је чамац за спасавање, за који је добио златну медаљу од Лондонског хуманитарног друштва. На основу свог искуства у Наполеоновим ратовима, развио је систем поморских сигналних заставица, који је по њему назван Маријатов кôд. Бавио се и биологијом, и први је описао врсту морских пужева Cyclostrema cancellatum. 1820. године командовао је бродом Розарио (HMS Rosario) који је донео у Енглеску вест о Наполеоновој смрти на Светој Хелени.

## Породица
Са Катарином Шарп, Маријат је имао четири сина и седморо кћери, укључујући Франсиса Самјуела (1826–1855), Огасту (1828–1899), Флоренс (1833–1899) и Емилију (1835–1875), који су се сви бавили књижевношћу.
Маријатова синовица Огаста Софија Маријат била је удата за Хенрија Јанга, гувернера Јужне Аустралије и Тасманије, и по њој су названи град Порт Огаста и Маријатвил, једно од предграђа Аделејда.

## Књижевни рад
Први роман, „Поморски официр – сцене из живота и догодовштина Френка Милдмеја“, објавио је 1829. године, а највећу славу постигао је с „Поморским кадетом Џеком Изијем“ 1836. године. Од 1832. до 1835. године Маријат је уређивао часопис Метрополитен. Чланке из часописа, укључујући забелешке и опсервације о култури свог времена, објавио је у зборнику текстова Olla podrida (1840).
Након путовања по Сједињеним Америчким Државама, објавио је „Амерички дневник“ (1839) у ком је критиковао америчко друштво и културу. Незадовољство „Дневником“ изазвало је таласе насиља, укључујући спаљивање књиге и Маријатовог кипа.
Поред романа из поморског живота, писао је и књиге за децу, од којих је најпознатији роман „Деца нове шуме“. У готичком роману „Фантомски брод“ (1839) обрадио је легенду о Летећем Холанђанину, а у једној од приповедака у том роману описао је и првог женског вукодлака у књижевности.

### На српском језику
- Морепловац Лајхтфус: авантуре и путовања, Савић и комп., Београд 1906.  40388359
- Корално острво, поморска приповетка, Геца Кон, Београд 1931. (прев. Владимир Жедрински)  183153671
- Бродолом Пацифика, Ново Поколење, Београд 1951. (прев. М. Ђорђевић, А. Хецл, М. Арсић)  124898823
- Корално острво, УНС „Седма сила“, Београд 1954. (прев. Живојин Вукадиновић)  126277639
- Питер Симпл, Дечја књига, Београд 1954 (прев. С. Николић, Б. Павић, Б. Петровић)  125041415
- Поморски кадет Џек Изи, Спортска књига, Београд 1957. (прев. Светозар Динчић)  127114247
- Поморски кадет Џек Изи, Рад, Београд 1985. (прев. Светозар Динчић)  26216199
- Како написати помодни роман; како написати лажни путопис, NoRules, Београд 2020. (прев. Владимир Живановић)  18611465